# Villers-Grélot
Villers-Grélot ist eine französische Gemeinde mit 144 Einwohnern (Stand: 1. Januar 2022) im Département Doubs in der Region Bourgogne-Franche-Comté.

## Geographie
Villers-Grélot liegt auf 380 m, zehn Kilometer westlich von Baume-les-Dames und etwa 20 Kilometer nordöstlich der Stadt Besançon (Luftlinie). Das Dorf erstreckt sich in der gewellten Landschaft zwischen den Flusstälern von Doubs und Ognon, an einem nach Süden exponierten Hang am Fuß des Mont Bichoux.
Die Fläche des 7,02 km² großen Gemeindegebiets umfasst einen Abschnitt in den äußersten nordwestlichen Höhenzügen des Juras. Der südliche Teil des Gebietes wird von einem Becken eingenommen, das durchschnittlich auf 340 m liegt. Es ist vorwiegend mit Acker- und Wiesland, im Osten auch mit Wald (Gros Buisson) bestanden. Nach Norden erstreckt sich das Gemeindeareal über den Hang von Villers-Grélot bis auf den Höhenrücken des Mont Bichoux mit dem Bois de la Côte du Mont. Hier wird mit 509 m die höchste Erhebung von Villers-Grélot erreicht. Auf dem gesamten Areal gibt es keine oberirdischen Fließgewässer, weil das Niederschlagswasser im verkarsteten Untergrund versickert.
Nachbargemeinden von Villers-Grélot sind La Tour-de-Sçay, Cendrey und Rougemontot im Norden, Val-de-Roulans im Osten, Le Puy im Süden sowie Pouligney-Lusans im Westen.

## Geschichte
Im Mittelalter gehörte Villers-Grélot zur Herrschaft Roulans. Zusammen mit der Franche-Comté gelangte das Dorf mit dem Frieden von Nimwegen 1678 definitiv an Frankreich.

## Bevölkerung
| Jahr                       | 1962 | 1968 | 1975 | 1982 | 1990 | 1999 | 2004 | 2016 |
| Einwohner                  | 76   | 73   | 82   | 101  | 103  | 117  | 150  | 153  |
| Quellen: Cassini und INSEE |      |      |      |      |      |      |      |      |

Mit 144 Einwohnern (Stand 1. Januar 2022) gehört Villers-Grélot zu den kleinen Gemeinden des Départements Doubs. Nachdem die Einwohnerzahl in der ersten Hälfte des 20. Jahrhunderts markant abgenommen hatte (1881 wurden noch 236 Personen gezählt), wurde seit Beginn der 1970er Jahre wieder ein kontinuierliches Bevölkerungswachstum verzeichnet. Seither hat sich die Einwohnerzahl verdoppelt.

## Wirtschaft und Infrastruktur
Villers-Grélot war bis weit ins 20. Jahrhundert hinein ein vorwiegend durch die Landwirtschaft (Ackerbau, Obstbau und Viehzucht) und die Forstwirtschaft geprägtes Dorf. Daneben gibt es heute verschiedene Betriebe des lokalen Kleingewerbes. Mittlerweile hat sich das Dorf auch zu einer Wohngemeinde gewandelt. Viele Erwerbstätige sind deshalb Wegpendler, die in den größeren Ortschaften der Umgebung sowie in der Agglomeration Besançon ihrer Arbeit nachgehen.
Die Ortschaft liegt abseits der größeren Durchgangsstraßen an einer Departementsstraße, die von Corcelle-Mieslot nach Val-de-Roulans führt. Der nächste Anschluss an die Autobahn A36 befindet sich in einer Entfernung von ungefähr acht Kilometern. Eine weitere Straßenverbindung besteht mit Le Puy.